# Črtasti pedic
Črtasti pedic (znanstveno ime Costaconvexa polygrammata) je metulj iz družine pedicev, ki je razširjen po Evropi in Severni Afriki, tudi v Sloveniji.

## Opis in biologija
Odrasli metulji imajo premer kril okoli 26 mm. V Sloveniji se pojavljajo v treh generacijah, in sicer od marca do aprila, v juniju in juliju, ter ponovno v avgustu in septembru.